# Max Keiser
Timothy Maxwell «Max» Keiser (New Rochelle, Nueva York, 23 de enero de 1960) es un reportero, cineasta y excorredor de bolsa estadounidense. Conocido como el «gran sacerdote del Bitcoin», es a su vez un conocido influencer y lobista de las criptomonedas.
Junto a su esposa, la presentadora y productora de televisión Stacy Herbert condujo Keiser Report, un programa financiero emitido en RT. Keiser también participa en On the Edge, un programa de noticias y análisis organizado por Press TV de Irán. Keiser presentó una temporada de The Oracle con Max Keiser en la BBC World News. Anteriormente produjo y apareció regularmente en la serie de televisión People & Power de la Al Jazeera en inglés. También presenta un programa semanal sobre los mercados financieros y en el London's Resonance FM, también escribe para el The Huffington Post.
Además de su trabajo de radiodifusión, Keiser es conocido por su invención del «Especialista en Tecnología Virtual», un software utilizado por el Hollywood Stock Exchange.

## Carrera

### People & Power
Keiser produjo 10 cortos documentales acerca de los mercados financieros para la serie de Al Jazeera People & Power.  Los cortos incluyen: Rigged Markets, Money Geyser,
Death of the Dollar , Peaked, Extraordinary Antics ,  Savers vs Speculators, Banking On It , Private Finance or Public Swindle? y Focus on Locusts.

### The Oracle with Max Keiser
Un programa piloto titulado The Oracle fue producido por Al-Jazeera. Finalmente el programa fue transmitido por la BBC World News. La serie se estrenó el 9 de enero de 2009. Keiser abandonó la BBC después de 10 episodios. En Twitter, dijo que se fue porque se le ordenó no hablar de Israel bajo ningún contexto.

### On the Edge
Un programa de media hora semanales que comenzó en 2009 y es transmitido en Press TV que presenta entrevistas con economistas.

### The Keiser Report
Fue un programa que se transmitió que Keiser condujo sobre noticias y análisis de la economía en RT. Stacy Herbert es la coconductora. Cada episodio se divide en dos partes. En la primera parte, Keiser y Herbert, en alternancia, discuten un tema financiero actual, comentan informes de los medios financieros, y sobre las acciones de los banqueros. En la segunda parte Keiser entrevista a un invitado.
De acuerdo con la revista Forbes, el economista Sandeep Jaitly del Gold Standard Institute se vio obligado a renunciar después de los comentarios hechos en el programa de Keiser. Desde marzo de 2012, el programa Keiser Report fue doblado al español y retransmitido a los países hispanoparlantes, a través de la emisora de noticias rusa RT en Español. 
El 28 de febrero de 2022 a raíz de la Invasión rusa de Ucrania de 2022 Keiser renunció junto a su esposa Stacy Herbert a la cadena rusa RT.

### Experto financiero
Keiser ha aparecido como comentarista financiero en una serie de cadenas de noticias. Keiser pidió una "fetua" contra Hank Paulson, en Al Jazeera en respuesta al Programa en Problemas de Alivio de Activos (TARP, por sus siglas en inglés). Keiser ha aconsejado a los inversores a comprar oro y plata en especial, con el fin de socavar a los banksters (juego de palabras en inglés, «banqueros mafiosos»). En noviembre de 2012, predijo que la libra esterlina estaba a punto de colapsar.

## Activismo

### Karmabanque
Keiser es fundador del fondo de cobertura Karmabanque, que pretende beneficiarse de una eventual disminución en el valor del capital de empresas que son susceptibles al boicot de grupos ecologistas. El progreso del fondo de cobertura fue seguido mensualmente por la revista The Ecologist. Sus objetivos incluyen Coca-Cola y McDonald's.
El proyecto Karmabanque fue diseñado para atacar a ciertas compañía por medio de la práctica llamada venta corta mientras que los beneficios se canalizan en los grupos activistas más activos en la reducción de los precios de las acciones de las empresas. Sobre el proyecto, Keiser afirma, «Internet permite a las personas, activistas, de todo el mundo reunirse, y golpear a las compañías donde más les duele—en el precio de sus acciones».
The Guardian describe al fondo Karmabanque como un «esquema fantástico» y lo acusó de tratar de existir «más allá de las fuerzas normales y los controles de la sociedad». Un vocero de Ryanair dijo, «desde que ponen en su lista a Ryanair, nuestro precio de la acción ha subido un 10 por ciento. Siempre estamos encantados de ser parte de una lista que incluye a Coca-Cola, Starbucks y Wal-Mart».

### Extraordinary Antics
En el corto de Al-Jazeera Extraordinary Antics, Keiser viajó a Milán y Venecia para averiguar cómo el jefe de la Agencia Central de Inteligencia Robert Seldon Lady y sus agentes gastaron $500,000 en un procedimiento conocido como «extraordinary rendition» (rendición extraordinaria, en inglés), una práctica ilegal que desembocó en el secuestro y tortura en El Cairo de un ciudadano egipcio que había conseguido asilo en Italia.
La CIA fue procesada por el caso. Lady fue encontrado culpable en un tribunal de Milán y fue condenado el 9 de noviembre de 2009 a nueve años de prisión. Esta sentencia fue confirmada en apelación, pero los Estados Unidos se niega a extraditar a Italia a Lady.

### Crash JP Morgan—buy silver
Keiser ha dicho de JPMorgan Chase «el mayor terrorista financiero en Wall Street» en relación con su presunta manipulación del precio de la plata. Keiser creó una campaña llamada «Crash JP Morgan—buy silver», para impulsar la compra de lingotes de plata, elevando así su precio y dejando al JP Morgan en una posición corta para cubrir su propia quiebra. La campaña se introdujo en el programa de radio de Alex Jones en noviembre de 2010. En The Guardian de diciembre de 2010, Keiser sugirió que «crash jp morgan buy silver» se tiene que usar como Google bomb para promover la campaña.
La revista Adweek  describe a Keiser como «el personaje mas visible de un movimiento clandestino que es impulsado por cientos de blogs y videos, y desempeñó un pequeño papel en el aumento del precio de los metales preciosos».
En 2005, Steven Milloy, comentarista de Junk Science, exigió que Keiser fuera removido del panel de la conferencia The Triple Bottom Line Investing, donde fue invitado a participar. Milloy acusó a Keiser de amenazar a su organización para que se bajara del proyecto. Robert Rubenstein, dijo que los comentarios de Keiser «no constituyen una amenaza a la persona o la propiedad y no están relacionados con la conferencia ni con el contenido presentado allí».
The Wire afirma que un video llamado Downfall creado para promover la campaña de Keiser estuvo involucrado en el despido de Grant Williams, Jefe de Compraventa de Acciones de J.P. Morgan Asia.

### Criptomonedas
En una entrevista de 2013 con el entonces diputado George Galloway, Keiser declaró que si tuviera el control financiero de la ciudad de Londres basaría toda la economía en la moneda digital Bitcoin. En enero de 2014, Keiser lanzó la criptomoneda llamada «MaxCoin», que fue creada por dos estudiantes de computación de Universidad de Brístol. MaxCoin fue lanzada durante el episodio 555 de Keiser Report. En junio de 2014, Keiser lanzó la criptomoneda "StartCOIN" para su uso como la principal moneda para el sitio de crowdfunding StartJOIN. En 2015 se puso en marcha el fondo denominado 'Bitcoin capital' Recientemente, ha apoyado el esfuerzo del gobierno de Venezuela, con la creación de su propia criptomoneda denominada «petro».
Desde finales de 2022, tanto Keiser como su esposa Stacy Herbert ejercen como burócratas al frente de la Oficina Nacional del Bitcoin de El Salvador, país que adoptó el Bitcoin como moneda oficial, 

### Criptoanarquismo
Keiser se identifica con el anarquismo y en específico con el criptoanarquismo.